# Hypomyces lateritius
Hypomyces lateritius o mare del rovelló nom que també rep una altra espècie que és Hypomyces lactifluorum, és un fong ascomicet paràsit dels rovellons però que n'incrementa la qualitat gastronòmica fent que el bolet sigui més dur i gustós a més d'impedir que se'l mengin les larves d'insectes.

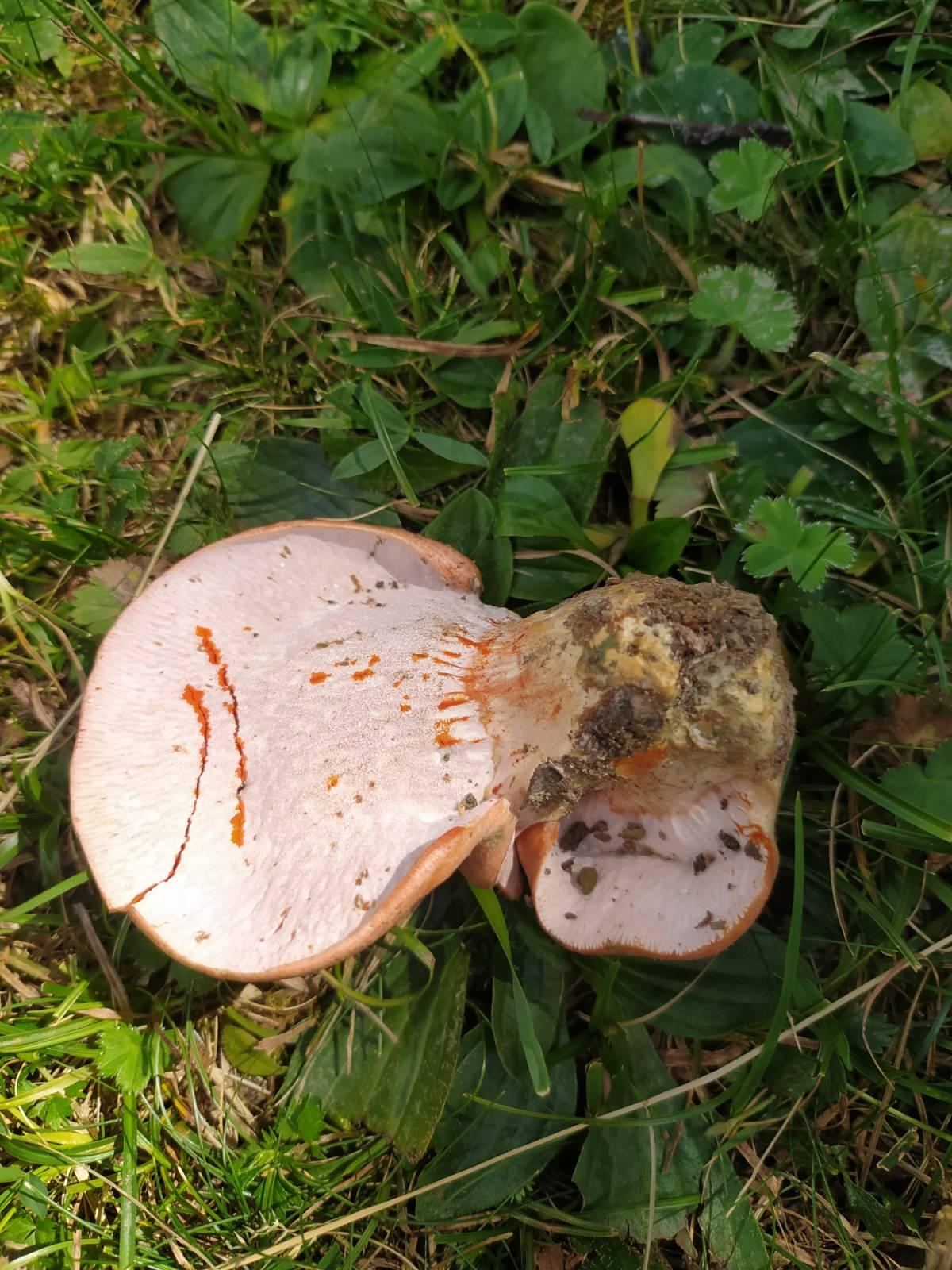
Mare de rovelló sobre el bolet Lactarius deliciosus

És un fong gairebé microscòpic que dona l'aparença d'una capa fina lletosa de color blanc al rovelló parasitat del qual en deforma el capell, a més d'atrofiar l'himeni i les làmines però no n'impedeix la sortida del làtex quan el rovelló es talla.

## Distribució
Hypomyces lateritius es troba a tot arreu on es visquin els rovellons, per tant es troba a Amèrica del Nord, des d'Alaska a Mèxic i a Europa des de la península Ibèrica a Ucraïna. A Àsia al Kazakhstan, Kirguizstan i Sibèria occidental. També ha estat citat a Nova Zelanda.